# Klaus Sammer
Klaus Sammer (Gröditz, 5 dicembre 1942) è un ex calciatore e allenatore di calcio tedesco orientale dal 1990 tedesco, di ruolo difensore.

## Biografia
È il padre di Matthias, anche lui calciatore.

## Palmarès

### Giocatore

#### Competizioni nazionali
- Campionato tedesco orientale: 2

Dinamo Dresda: 1970-1971, 1972-1973
- Coppa della Germania Est: 1

Dinamo Dresda: 1970-1971

### Allenatore

#### Competizioni nazionali
- Coppa della Germania Est: 2

Dinamo Dresda: 1983-1984, 1984-1985

#### Competizioni internazionali
- Coppa Piano Karl Rappan: 1

Dinamo Dresda: 1993